# آل اینجو
آل اینجو یا اینجویان سلسله ای ایرانی در دوره مغول‌ها بودند که در سده چهاردهم میلادی بر فارس و اصفهان فرمان می‌راندند. واژه اینجو در زبان مغولی به معنای املاک ویژه است.

## تاریخچه
نخستین فرد نام‌آور این خانواده شرف‌الدین محمودشاه بود که در ایام اولجایتو به فارس فرستاده شد تا املاک خصوصی او را اداره کند. محمود شاه در ایام ابوسعید نیز بر این شغل باقی‌ماند و قدرتش را افزایش داد تا جایی که پیش از ۷۲۵ق (۱۳۲۵م) در شیراز و کم و بیش تمام ایلات فارس، فروانروایی مستقل یافت. در سال ۷۳۴ق محمود از مقام خود برکنار شد و چون جانشین او آرپاخان پنهانی علیه او دسیسه می‌چید، پس از مدتی به اعدام محکوم گردید.
در همان سال ۷۳۴ق آرپاخان از فرمانروایی برکنار شد و به فرزندان محمود شاه تسلیم گردید و آنها نیز او را به قصاص پدرشان کشتند. در دوران نابودی ایلخانیان، جلال‌الدین مسعودشاه، پسر بزرگ محمود شاه، سرزمین فارس را تصرف کرد؛ در همین زمان برادرش ابواسحاق جمال‌الدین به سوی مبارزالدین محمد مظفری در یزد می‌رفت.
در سال ۷۴۰ق پیر حسین پسر محمد چوپانی پسر عموی حسن ملا، همراه با مبارزالدین محمد به شیراز حمله برد و مسعود شاه مجبور شد به حسن بزرگ در بغداد پناهنده شود. پیر حسین پس از پیروزی در شیراز، مبارزالدین را در تصرف کرمان نیز یاری کرد، ولی پس از گسستن پیوند دوستی بین پیر حسین و مبارزالدین در سال ۷۴۲ق، ابواسحاق از سوی پیر حسین به ولایت اصفهان منصوب شد ولی ابواسحاق از دوستی با پیر حسین خودداری نمود و با اشرف چوپانی هم‌پیمان گردید و توانست با یاری او شیراز را تصرف کند. در پایان ابواسحاق به اشرف اجازه نداد وارد شیراز شود و او را واداشت تا به آذربایجان بازگردد.
در سال ۷۴۳ق حسن بزرگ، لشکری به فرماندهی یاغی‌باستی برادر اشرف، با مسعود شاه همراه کرد تا به سوی شیراز روند. پس از رسیدن سپاه به شیراز، ابواسحاق به سود برادرش از فرمانروایی کنار رفت ولی یاغی‌باستی که از کار خشنود نبود در همان سال ۷۴۳ق به قتل مسعود فرمان داد و باعث شد تا جنگی شدید بین یاغی‌باستی و یاران و پیروان ابواسحاق در داخل شهر رخ دهد. نبرد با پیروزی یاران ابواسحاق پایان یافت و او تا پیروزی مبارزالدین محمد در سال ۷۵۴ق به فرمانروایی ادامه داد.
در سال ۷۵۷ ق (۱۳۵۶م) ابواسحاق به دست مبارزالدین کشته شد و دولت آل اینجو با استیلای مظفریان از میان رفت.